# Africell FC
Der Africell Football Club (bis 2009 Africell Sait Matty Football Club) ist ein Fußballverein aus Bakau im westafrikanischen Staat Gambia, einem Ort nahe der Hauptstadt Banjul. Der Club spielt in der höchsten Liga im gambischen Fußball in der GFA League First Division. Die Meisterschaft wurde noch nie gewonnen.
Das Team wird seit 2005 von dem gambischen Mobilfunkunternehmen Africell Gambia Ltd. gesponsert, dafür tragen sie den Unternehmensnamen auch in ihrem Mannschaftsnamen.

## Bekannte Spieler
- Abdoulie Mansally (* 1989), Fußballnationalspieler